# Nycterosea marginata
Nycterosea marginata là một loài bướm đêm trong họ Geometridae.